# LGV Interconnexion Est
La LGV Interconnexion Est est une ligne à grande vitesse (LGV) française ouverte à partir de 1994. Elle comporte trois branches, se rejoignant à Coubert :
- une vers Paris, se terminant sur la ligne de Paris-Lyon à Marseille-Saint-Charles au niveau de la bifurcation de Créteil (au nord de la gare de Villeneuve-Saint-Georges), d'une part, et à Valenton vers la ligne de la grande ceinture de Paris, afin d'atteindre par la suite — grâce à un embranchement sur la ligne de Choisy-le-Roi à Massy - Verrières — la gare de Massy TGV et la partie occidentale de la France), d'autre part ;
- une vers le nord de la France, qui croise la LGV Est européenne (avec raccordements en direction de Strasbourg) à Messy, puis rejoint la LGV Nord (en direction de Lille, Londres et Bruxelles) à Vémars. Les deux gares de la ligne, Aéroport Charles-de-Gaulle 2 TGV et Marne-la-Vallée - Chessy, sont établies sur cette branche ;
- et enfin une vers le sud-est, qui rejoint la LGV Sud-Est (en direction de Lyon notamment) à Moisenay.

Son appellation Est résulte de sa position géographique à l'est de la capitale.
Les deux branches sud et ouest forment la ligne no 752100 du réseau ferré national de Villeneuve-Saint-Georges à la bifurcation de Moisenay (LGV) ; la branche nord constitue, quant à elle, le raccordement no 226310 d'interconnexion nord-sud (LGV). Le côté nord du « triangle de Coubert », enfin, figure dans la nomenclature officielle du réseau en tant que « raccordement no 752308 de Coubert ».
Depuis que les TGV en provenance de Paris-Gare-de-Lyon empruntent la ligne de Villeneuve-Saint-Georges à la bifurcation de Moisenay (LGV), plutôt que la ligne de Combs-la-Ville à Saint-Louis (LGV) entre Combs-la-Ville et Moisenay, ce qui, par ailleurs, permet des gains en temps et en fluidité, on peut considérer que la ligne d'interconnexion Est n'est plus composée que par la section Vémars – Coubert.

## Tracé
En venant du sud (LGV Sud-Est ou LGV Atlantique), la LGV commence au triangle de Coubert et part vers le nord-est, sur une section utilisant la signalisation TVM 430. À la pointe nord-est du triangle, connue sous le nom de « bifurcation de Presles », la LGV croise la ligne Paris – Mulhouse. Aucune connexion n'existe entre les deux lignes. La sous-station de Coubert a été dimensionnée pour alimenter ces mêmes lignes.
Près de Tournan-en-Brie, un raccordement (non électrifié) de secours et de service relie la LGV à la ligne Paris – Coulommiers. Plus au nord, la gare de Marne-la-Vallée - Chessy, en correspondance avec le RER A, dessert la ville nouvelle de Marne-la-Vallée et le Parc Disneyland. La LGV emprunte un peu plus loin le viaduc de Chalifert, pour franchir la vallée de la Marne et passer au-dessus de la ligne Paris – Strasbourg. Le dénivelé interdit toute connexion entre les deux lignes.
Près de Claye-Souilly, deux raccordements relient la LGV à la LGV Est. La LGV Interconnexion Est traverse ensuite l'aéroport de Roissy en desservant la gare de l'aéroport Charles-de-Gaulle 2 TGV, en correspondance avec le RER B et le transport aérien. Peu de temps après, la LGV rejoint la LGV Nord au triangle de Vémars.

## Histoire

### Chronologie

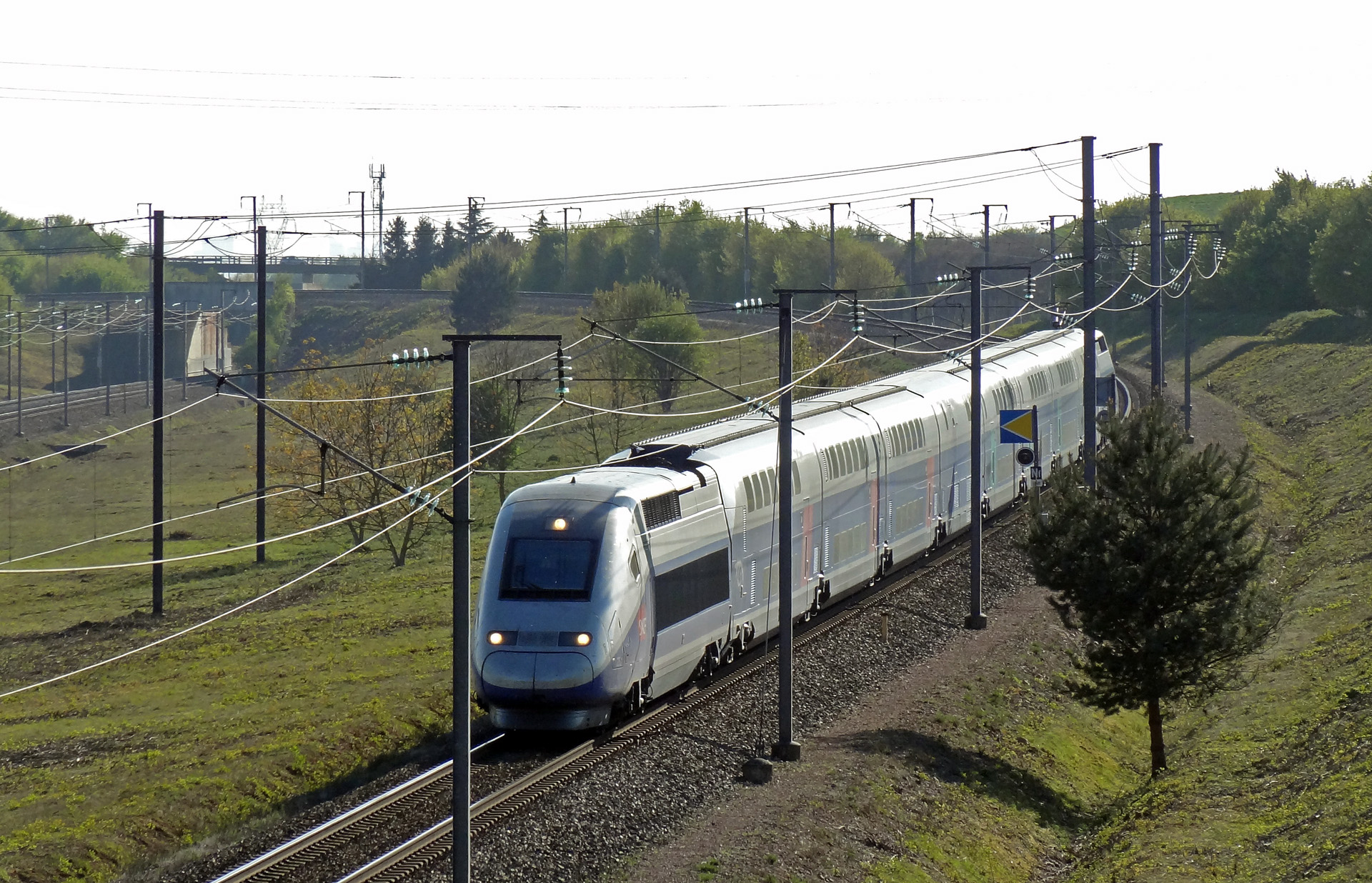
Une rame TGV Duplex quitte la LGV Interconnexion pour s'engager sur la LGV Nord, à Moussy-le-Neuf (Seine-et-Marne).

À partir du 25 septembre 1984, la première liaison TGV Lille - Lyon est proposée en utilisant les voies de la Grande Ceinture Est depuis le raccordement de Stains jusqu'à Valenton. Les circulations se font alors via Noisy-le-Sec mais certains trains empruntent « la Complémentaire » en cas de travaux ou de perturbations. Le succès rencontré par cette nouvelle offre amène la SNCF à offrir un second aller-retour quotidien dès 1985.
La décision de réaliser une « ligne nouvelle d’Interconnexion des TGV en Île-de-France » est annoncée par le gouvernement français en octobre 1987. Le projet est déclaré d'utilité publique par décret le 1er juin 1990 et les travaux, débutés la même année, ont comme dates marquantes :
- 29 mai 1994 : mise en service de la jonction entre les LGV Nord (triangle de Vémars) et Sud-Est (bifurcation de Moisenay) et de la gare de Marne-la-Vallée ;
- 2 novembre 1994 : ouverture de la gare Aéroport Charles-de-Gaulle 2 TGV ;
- 2 juin 1996 : mise en service du débouché sur Paris (bifurcation de Créteil et raccordement de Valenton).

### Financement
La ligne a été majoritairement financée sur fonds propres par la SNCF ; elle a coûté 1 397 M€2003.
Le taux de rentabilité interne, qui était estimé à 19 % lors de la planification de la ligne, a été réévalué à 14 % en 2006 ; le seuil de rentabilité étant fixé à 8 %.
En 2005, la ligne a vu passer environ 14 millions de voyageurs qui ont généré un chiffre d’affaires de 540 millions d’euros. Après la mise en service de la LGV Est, près de 80 trains par jour empruntaient l'interconnexion Est.

## Relations empruntant la LGV Interconnexion Est
Les TGV réguliers empruntant la ligne assurent des liaisons circulant toute l'année (notamment des TGV inOui effectuant des services « intersecteurs »), des liaisons uniquement hivernales et d'autres uniquement estivales. La liste suivante, valable en 2025, ne prend pas en compte les relations depuis ou vers Paris-Gare-de-Lyon, qui empruntent l'intégralité de la ligne de Villeneuve-Saint-Georges à la bifurcation de Moisenay (LGV), branche ouest de la LGV Interconnexion Est au triangle de Coubert.
Les liaisons circulant toute l'année sont :
- Bruxelles – Rennes / Nantes / Strasbourg / Lyon / Marseille / Montpellier / Perpignan ;
- Lille – Rennes / Nantes / Lyon / Marseille / Montpellier ;
- Strasbourg – Rennes / Nantes ;
- Bordeaux – Lille / Strasbourg ;
- Nantes / Rennes – Lyon / Marseille / Montpellier ;
- Le Havre – Marseille ;
- Amsterdam – Bruxelles – Marne-la-Vallée (effectuée par Eurostar) ;
- à cela s'ajoutent toutes les relations Ouigo desservant une des deux gares de la ligne, voire les deux.

Les liaisons uniquement hivernales sont :
- Amsterdam / Bruxelles – Bourg-Saint-Maurice (effectuée par Eurostar) ;
- Lille – Bourg-Saint-Maurice.

Les liaisons uniquement estivales sont :
- Amsterdam / Bruxelles – Marseille (effectuée par Eurostar) ;
- Bordeaux – Francfort-sur-le-Main (effectuée en TGV inOui).

## Projets

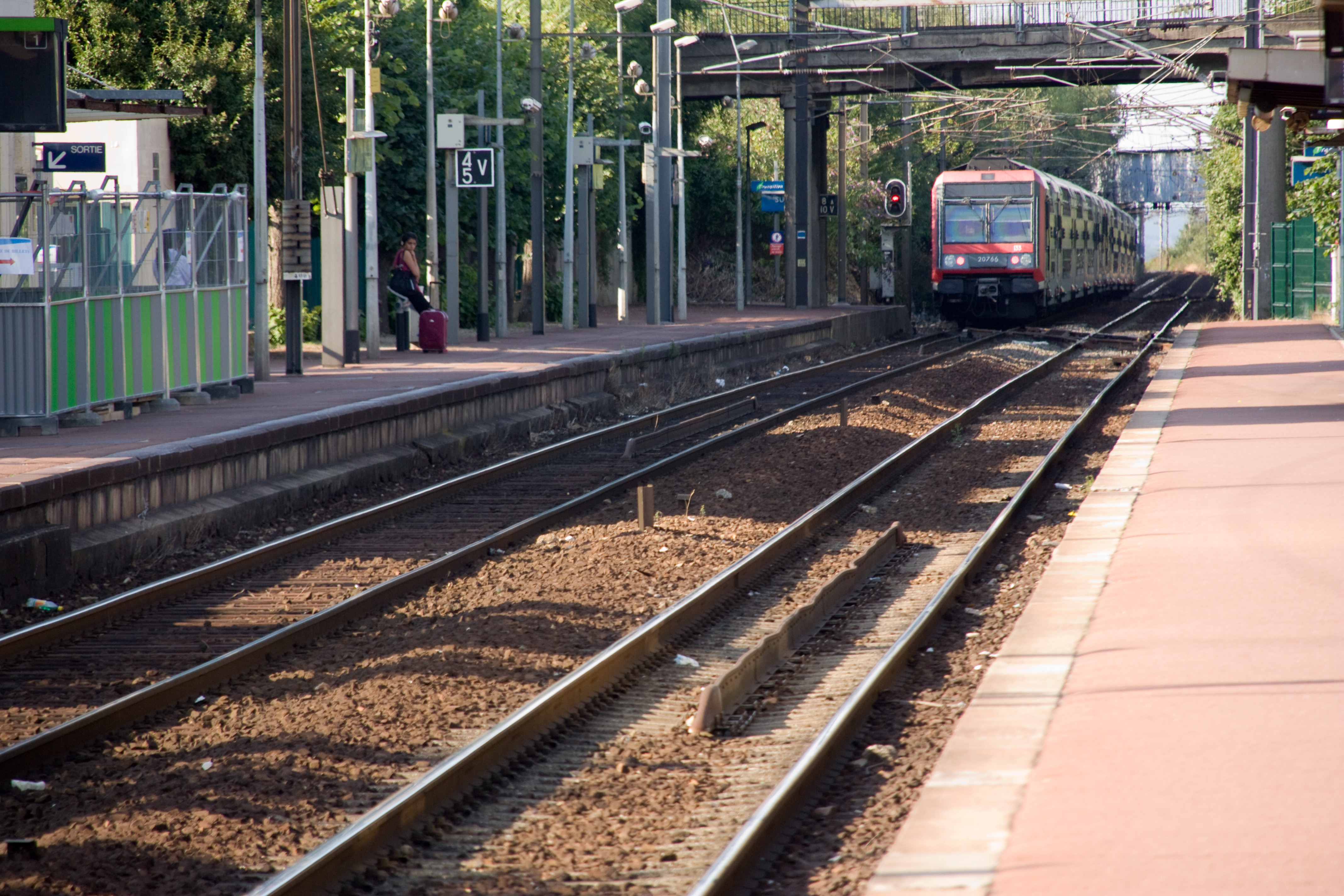
La nouvelle ligne Roissy - Picardie se débrancherait, vers 2020, de la ligne de Paris-Nord à Lille à hauteur de Louvres ou Survilliers, dans le nord du Val-d'Oise, créant une liaison directe ferroviaire Creil - Roissy.

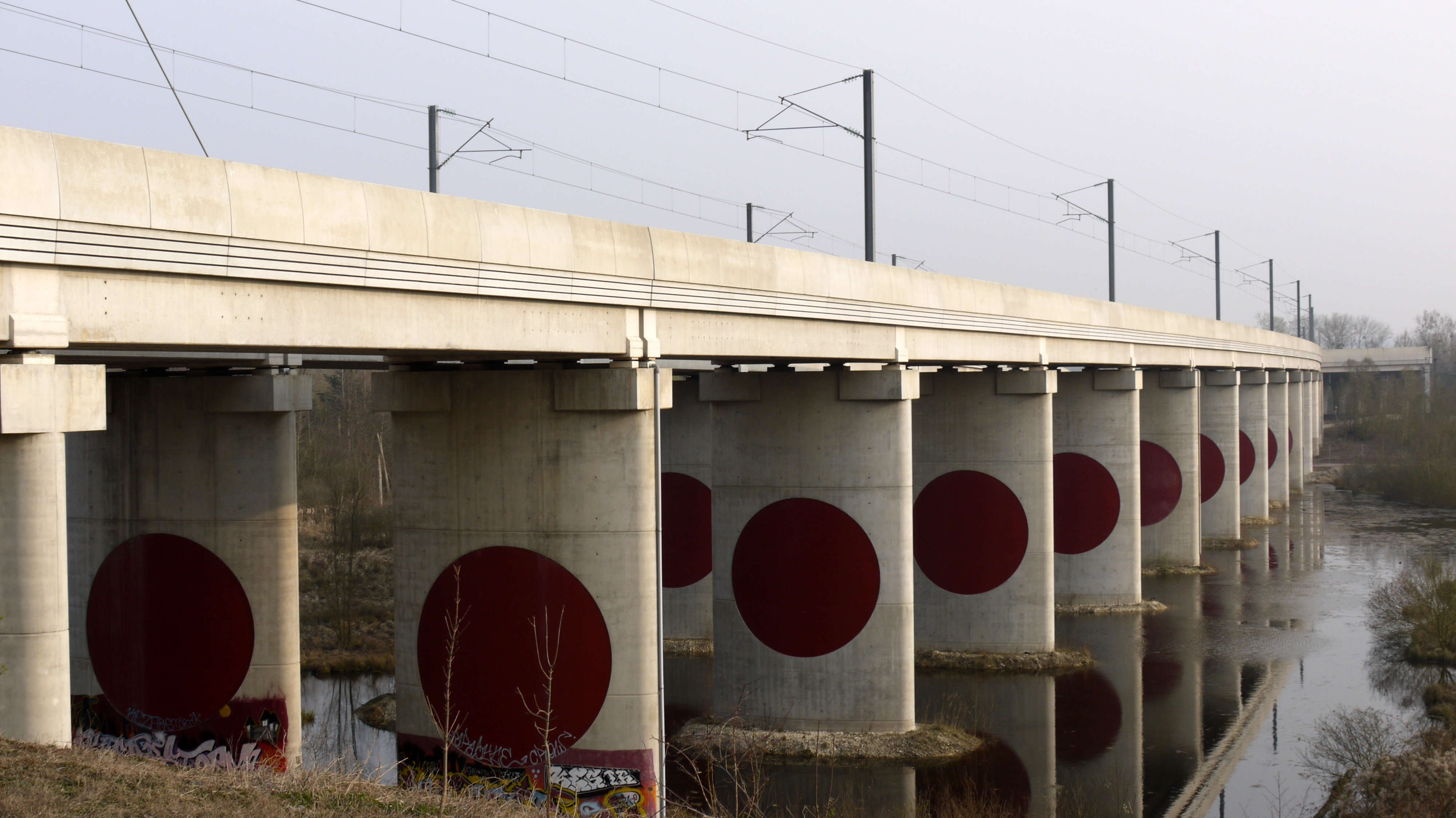
Viaduc de raccordement entre la LGV Est et la LGV Interconnexion Est près de Fresnes-sur-Marne.

La ligne pourrait être prolongée à ses deux extrémités, en direction de la ligne de Creil au nord et de la LGV Atlantique au sud. À plus long terme, Réseau ferré de France (aujourd'hui SNCF Réseau) évoque également la possibilité d'une rocade ouest et nord permettant de boucler un « périphérique de LGV » autour de Paris.

### LGV Interconnexion Sud
La LGV Interconnexion Est pourrait à terme être complétée par la LGV Interconnexion Sud. Cette courte ligne, située en banlieue sud de Paris, permettrait d'améliorer les relations entre la LGV Interconnexion Est et la LGV Atlantique, par une accélération des dessertes, mais surtout par une bien meilleure fiabilité, en évitant l'emprunt de la ligne de Grande Ceinture, régulièrement saturée.

### Ligne Roissy - Picardie
La ligne Roissy - Picardie est un projet ferroviaire d'une ligne nouvelle de quelques kilomètres, créant un lien entre la LGV Interconnexion Est et la ligne Paris-Creil-Amiens au nord de Roissy, dans les environs de Survilliers. Elle mettrait le sud du département de l'Oise à vingt minutes de la zone aéroportuaire contre plus d'une heure aujourd'hui par voie ferrée.